# آلساندرا پریلی
آلساندرا پریلی (ایتالیایی: Alessandra Perilli؛ زادهٔ ۱ آوریل ۱۹۸۸) تیرانداز زن اهل سان مارینو است که در بازی‌های کشورهای کوچک اروپا، بازی‌های اروپایی و بازی‌های مدیترانه در مجموع برندهٔ ۲ مدال طلا، ۲ مدال نقره، ۵ مدال برنز شده‌است.